# Edward E. Denison

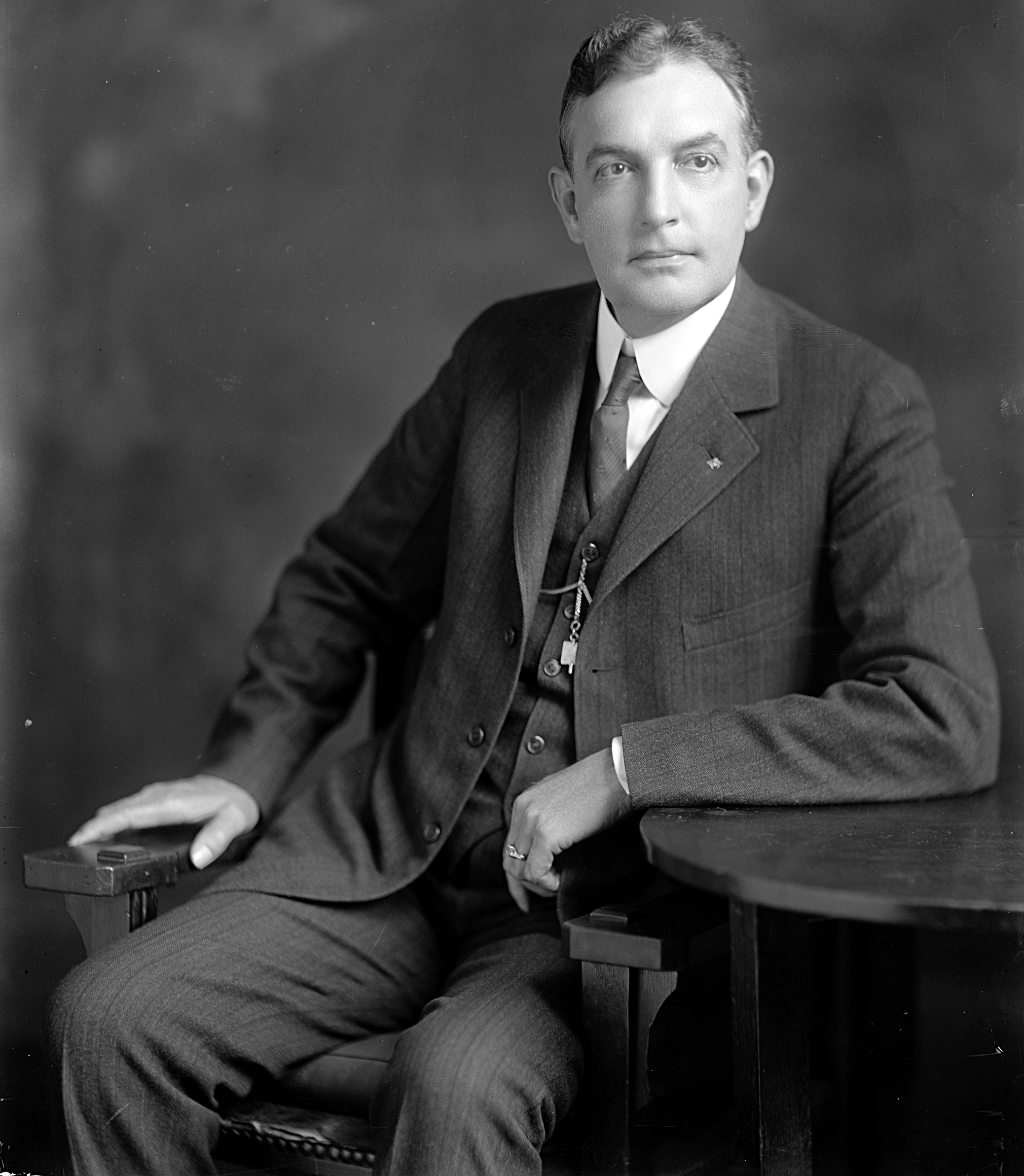
Edward E. Denison

Edward Everett Denison (* 28. August 1873 in Marion, Illinois; † 17. Juni 1953 in Carbondale, Illinois) war ein US-amerikanischer Politiker. Zwischen 1915 und 1931 vertrat er den Bundesstaat Illinois im US-Repräsentantenhaus.

## Werdegang
Edward Denison besuchte die öffentlichen Schulen seiner Heimat und danach bis 1895 die Baylor University in Waco (Texas). Anschließend studierte er bis 1896 an der Yale University. Nach einem anschließenden Jurastudium an der Columbian University, der heutigen George Washington University in Washington, D.C., und seiner 1899 erfolgten Zulassung als Rechtsanwalt begann er ab 1900 in Marion in diesem Beruf zu arbeiten. Zeitweise war er auch im Bankgewerbe tätig. Politisch schloss er sich der Republikanischen Partei an.
Bei den Kongresswahlen des Jahres 1914 wurde Denison im 25. Wahlbezirk von Illinois in das US-Repräsentantenhaus in Washington gewählt, wo er am 4. März 1915 die Nachfolge von Robert P. Hill antrat. Nach sieben Wiederwahlen konnte er bis zum 3. März 1931 acht Legislaturperioden im Kongress absolvieren. In diese Zeit fiel unter anderem der Erste Weltkrieg. Außerdem wurden in den Jahren 1919 und 1920 der 18. und der 19. Verfassungszusatz ratifiziert. Dabei ging es um das Verbot des Handels mit alkoholischen Getränken bzw. um die bundesweite Einführung des Frauenwahlrechts.
In den Jahren 1930 und 1932 bewarb sich Edward Denison erfolglos um seinen Verbleib im bzw. seine Rückkehr in den Kongress. Nach dem Ende seiner Zeit im US-Repräsentantenhaus praktizierte er wieder als Anwalt. 1939 strebte er ohne Erfolg den Posten eines Bezirksrichters an. Er starb am 17. Juni 1953 in Carbondale.